# Anagallis crassifolia
Anagallis crassifolia là một loài thực vật có hoa trong họ Anh thảo. Loài này được Thore mô tả khoa học đầu tiên năm 1803.